# Остахино
Остахино — деревня в Шенкурском районе Архангельской области. Входит в состав муниципального образования «Верхопаденьгское».

## География
Деревня расположена в южной части Архангельской области, в таёжной зоне, в пределах северной части Русской равнины, в 62 километрах на юг от города Шенкурска, на правом берегу реки Паденьга, притока Ваги. Ближайшие населённые пункты: на юго-востоке деревни Подсосенная и Погорельская.
Часовой пояс
Остахино, как и вся Архангельская область, находится в часовой зоне МСК (московское время). Смещение применяемого времени относительно UTC составляет +3:00.

## Население
| 2002 | 2010 | 2012 |
| ---- | ---- | ---- |
| 62   | ↘29  | ↗38  |

## Русская православная церковь
Церковь Николая Чудотворца Объект культурного наследия № 2900001385  — деревянная церковь, обшитая тёсом. Построена в 1849 году на средства прихожан. В советское время венчания были сломаны и утрачена колокольня, здание использовалось в качестве сельского клуба

## История
По устному преданию известно, что ещё с конца XVI века в деревне была построена деревянная часовня. 
В 1892 году Остахино и окрестные деревни выделились из Паденгского прихода в отдельный Остахинский приход.
В «Списке населенных мест Архангельской губернии к 1905 году» поселение указано как два населённых пункта: деревня Остахинская и  Погостъ, которые совокупно насчитывали 31 двор, 84 мужчины и 91 женщину. Также в деревне находилась церковь и школа.  В административном отношении деревня входила в состав Паденгского сельского общества Устьпаденгской волости.
В марте 1918 года село Остахинское становится административным центром Остахинской волости, выделившейся из состава Паденгской. На 1 мая 1922 года в поселении 31 двор, 68 мужчин и 85 женщин.